# 阿佐谷北
阿佐谷北（あさがやきた）は、東京都杉並区の地名である。現行行政地名は、阿佐谷北一丁目から六丁目で、住居表示実施済み区域。阿佐谷の一部である。

## 地理
北西部は杉並区下井草・本天沼に接する。北部は中野区白鷺に接する。北東部は中野区大和町に接し、東部は杉並区高円寺北に接する。南部はJR線の線路を境に杉並区阿佐谷南に接し、西部は杉並区天沼に接する。地域内を中杉通りが縦貫している。阿佐ケ谷駅の北側に当たり、駅周辺に商店などが広がる他は住宅地になっている。

### 地価
住宅地の地価は、2025年（令和7年）1月1日の公示地価によれば、阿佐谷北1-21-10の地点で66万8000円/m2、阿佐谷北2-34-15の地点で73万6000円/m2、阿佐谷北6-27-12の地点で55万5000円/m2となっている。

## 世帯数と人口
2025年（令和7年）3月1日現在（杉並区発表）の世帯数と人口は以下の通りである。
| 丁目           | 世帯数     | 人口     |
| -------------- | ---------- | -------- |
| 阿佐谷北一丁目 | 3,061世帯  | 4,725人  |
| 阿佐谷北二丁目 | 2,945世帯  | 4,445人  |
| 阿佐谷北三丁目 | 2,493世帯  | 4,038人  |
| 阿佐谷北四丁目 | 2,569世帯  | 4,171人  |
| 阿佐谷北五丁目 | 2,243世帯  | 3,852人  |
| 阿佐谷北六丁目 | 1,840世帯  | 3,428人  |
| 計             | 15,151世帯 | 24,659人 |

### 人口の変遷
国勢調査による人口の推移。
| 年                 | 人口   |
| ------------------ | ------ |
| 1995年（平成7年）  | 24,106 |
| 2000年（平成12年） | 24,158 |
| 2005年（平成17年） | 23,797 |
| 2010年（平成22年） | 24,097 |
| 2015年（平成27年） | 24,296 |
| 2020年（令和2年）  | 25,526 |

### 世帯数の変遷
国勢調査による世帯数の推移。
| 年                 | 世帯数 |
| ------------------ | ------ |
| 1995年（平成7年）  | 12,749 |
| 2000年（平成12年） | 13,335 |
| 2005年（平成17年） | 13,690 |
| 2010年（平成22年） | 14,354 |
| 2015年（平成27年） | 14,246 |
| 2020年（令和2年）  | 15,348 |

## 学区
区立小・中学校に通う場合、学区は以下の通りとなる（2016年1月時点）。
| 丁目           | 番地                  | 小学校                 | 中学校             |
| -------------- | --------------------- | ---------------------- | ------------------ |
| 阿佐谷北一丁目 | 全域                  | 杉並区立杉並第一小学校 | 杉並区立杉森中学校 |
| 阿佐谷北二丁目 | 全域                  | 杉並区立杉並第一小学校 | 杉並区立杉森中学校 |
| 阿佐谷北三丁目 | 1～4番 8～10番        | 杉並区立杉並第一小学校 | 杉並区立杉森中学校 |
| 阿佐谷北三丁目 | 5～7番                | 杉並区立杉並第九小学校 | 杉並区立東原中学校 |
| 阿佐谷北四丁目 | 2～12番 18～28番      | 杉並区立杉並第九小学校 | 杉並区立東原中学校 |
| 阿佐谷北四丁目 | 1番 13～17番          | 杉並区立馬橋小学校     | 杉並区立杉森中学校 |
| 阿佐谷北五丁目 | 全域                  | 杉並区立馬橋小学校     | 杉並区立杉森中学校 |
| 阿佐谷北六丁目 | 1～13番 26番 34～49番 | 杉並区立馬橋小学校     | 杉並区立杉森中学校 |
| 阿佐谷北六丁目 | 14～25番 27～33番     | 杉並区立杉並第九小学校 | 杉並区立東原中学校 |

## 事業所
2021年（令和3年）現在の経済センサス調査による事業所数と従業員数は以下の通りである。
| 丁目           | 事業所数  | 従業員数 |
| -------------- | --------- | -------- |
| 阿佐谷北一丁目 | 253事業所 | 2,993人  |
| 阿佐谷北二丁目 | 262事業所 | 1,382人  |
| 阿佐谷北三丁目 | 90事業所  | 611人    |
| 阿佐谷北四丁目 | 113事業所 | 501人    |
| 阿佐谷北五丁目 | 64事業所  | 326人    |
| 阿佐谷北六丁目 | 59事業所  | 306人    |
| 計             | 841事業所 | 6,119人  |

### 事業者数の変遷
経済センサスによる事業所数の推移。
| 年                 | 事業者数 |
| ------------------ | -------- |
| 2016年（平成28年） | 849      |
| 2021年（令和3年）  | 841      |

### 従業員数の変遷
経済センサスによる従業員数の推移。
| 年                 | 従業員数 |
| ------------------ | -------- |
| 2016年（平成28年） | 6,071    |
| 2021年（令和3年）  | 6,119    |

## 交通

### 鉄道
| 隣接する街区の駅                                           |
| ---------------------------------------------------------- |
| JR中央線 JR中央・総武線各駅停車 - 阿佐ケ谷駅(JC 06)(JB 07) |

※街区南側境界に存在。当街区が実質的な阿佐ヶ谷駅北口の商圏になる。

### バス
- 関東バス阿佐谷営業所が周囲の路線を運行。

### 道路
- 中杉通り

## 施設

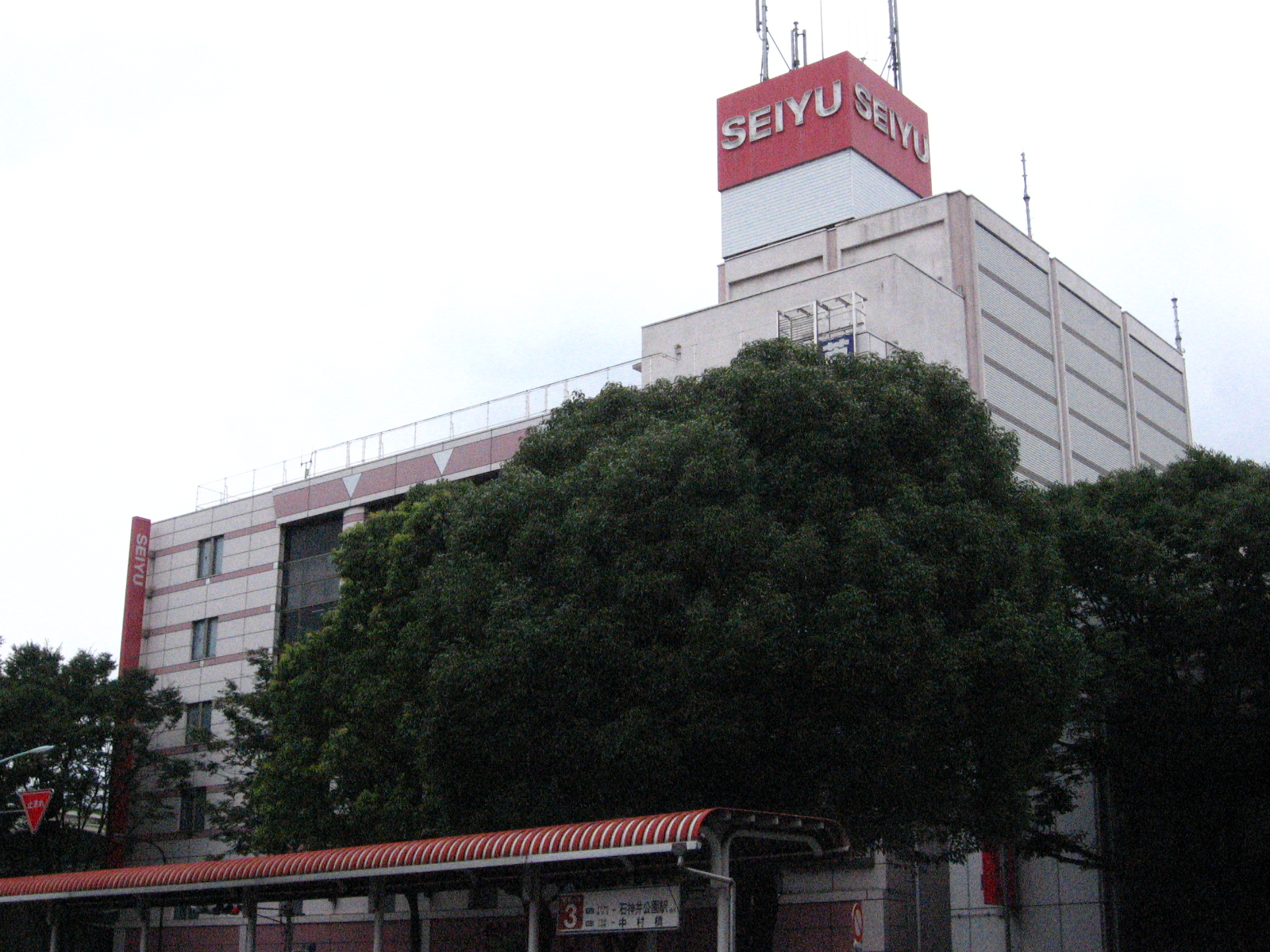
西友阿佐ヶ谷店

- 阿佐ヶ谷神明宮
- 世尊院
- 阿佐谷図書館
- 河北総合病院
- 杉並区立杉森中学校
- 西友 阿佐ヶ谷店

## その他

### 日本郵便
- 郵便番号 : 166-0001[3]（集配局 : 杉並郵便局[15]）。